# Lista de universidades de Israel
Há oito universidades oficialmente reconhecidas em Israel, listadas a seguir:
- Universidade Hebraica de Jerusalém (HUJI)
- Universidade de Tel-Aviv (TAU)
- Universidade de Haifa  (HU)
- Universidade Bar-Ilan (BIU)
- Universidade Ben-Gurion do Negev (BGU)
- Technion - Instituto Israelita de Tecnologia (IIT)
- Instituto Weizmann da Ciência (WIS)
- Universidade Aberta de Israel (OPENU)
- Universidade de Ariel (AU)[nota 1]
- Universidade de Reichman (RU)

Todas estas Universidades, exceto as últimas duas, oferecem a gama completa de graus de certificação, incluindo o bacharelato, o mestrado e o doutoramento. O instituto Weizmann não oferece bacharelados e a Universidade Aberta não oferece doutoramentos.
Existe ainda o que é conhecido como "Universidade dos Mórmons", que na verdade é o Centro de Estudos do Oriente Próximo da Universidade Brigham Young (Brigham Young University Center for Near Eastern Studies).